# Tractat de Hellgate
El Tractat de Hellgate es va signar a Hell Gate el 16 de juliol de 1855 entre el comissionat indi Isaac Stevens i les tribus ameríndies situades a l'oest de Montana. El tractat va ser ratificat pel Congrés, signat pel President James Buchanan, i proclamat el 18 d'abril de 1859.
Les tribus que participen en la signatura del tractat foren els bitteroot salish, pend d'oreille i kootenai. Les tribus negociaren el tractat de Hellgate amb els Estats Units en 1855. Des del principi, les negociacions de tractats estaven plenes de greus problemes de traducció. Un observador jesuïta, el pare Adrian Hoecken, va dir que les traduccions eren tan pobres que "ni una dècima part del que es va dir va ser entès per qualsevol costat." Però igual que en la reunió amb Lewis i Clark, la manca de comunicació intercultural generalitzada era encara més profund que els problemes del llenguatge i la traducció. Els pobles tribals van arribar a la reunió suposant que anaven a formalitzar una amistat ja reconeguda. Els no indis van arribar amb l'objectiu de fer oficial les seves reclamacions de terres i recursos naturals. Isaac Stevens, el nou governador i superintendent d'assumptes indis del territori de Washington, tenia la intenció d'obtenir la cessió de la vall de Bitterroot dels Salish. Molts no indis eren força conscients ja del valor potencial de la vall per a l'agricultura i el seu clima relativament temperat a l'hivern. A causa de la resistència del cabdill Victor (Many Horses), Stevens va acabar inserint en el tractat un llenguatge complicat (i sens dubte mal traduït) que definia la Vall Bitterroot al sud de Lolo Creek com una "reserva condicional" per als salish. Victor va posar la seva marca X en el document, convençut que l'acord no requeriria al seu poble sortir de la seva terra natal. No va haver-hi cap altra paraula del govern en els propers quinze anys, cosa que per als salish suposava que seguirien a la seva vall Bitterroot sempre.
Basant-se en els termes de l'acord, els nadius americans van anar renunciant als seus territoris al govern dels Estats Units a canvi de quotes de pagament que van totalitzar 120.000 dòlars. Els territoris en qüestió aplegaven la totalitat des de la carena principal de les muntanyes Rocoses al paral·lel 49 als rius Kootenai i Clark Fork a la divisòria entre el riu St. Regis i el riu Coeur d'Alene. A partir d'aquí, els territoris cedits també s'estenen fins a la zona sud-oest del riu Bitterroot i fins al riu Salmon el i riu Snake. El tractat va ser ratificat el 8 de març de 1859.

## També
- Tribus Confederades Salish i Kootenai de la Nació Flathead